# Vogar (önkormányzat)
Vogar (kiejtése: ˈvɔːɣar̥) önkormányzat Izland Déli-félszigeti régiójában.
Az 1893-ban felszentelt Kálfatjarnarkirkja az ország egyik legrégebbi vidéki temploma. Építői Guðmundur Jakobsson és Þorkell Jónsson, festője pedig Nikolaj Sófus Bertelsen volt.

## Fordítás
- Ez a szócikk részben vagy egészben  a   Sveitarfélagið Vogar című izlandi Wikipédia-szócikk ezen változatának fordításán alapul.  Az eredeti cikk szerkesztőit annak laptörténete sorolja fel. Ez a jelzés csupán a megfogalmazás eredetét és a szerzői jogokat jelzi, nem szolgál a cikkben szereplő információk forrásmegjelöléseként.